# 도미닉 토레토
도미닉 토레토(Dominic Toretto)는 《분노의 질주 시리즈》의 주인공으로, 빈 디젤이 연기한다. 게리 스콧 톰슨이 창작한 캐릭터로, 애칭은 돔(Dom)이다. 2001년 공개된 1편 《분노의 질주》에서 처음으로 등장하였다. 이 후, 분노의 질주: 더 오리지널 (2009년), 분노의 질주: 언리미티드 (2011년), 분노의 질주: 더 맥시멈 (2013년), 분노의 질주: 더 세븐 (2015년), 분노의 질주: 더 익스트림 (2017년) 에 차례로 출연하였다. 단편 영화인 《로스 반돌레로스》에도 출연하였으며, 《패스트 & 퓨리어스: 도쿄 드리프트》에는 카메오로 출연하였다. 《패스트 & 퓨리어스 2》에는 출연하지 않는다. 2002년과 2014년 MTV 무비 어워드에서 최우수 팀 부문에서 폴 워커와 함께 수상하였다.